# Викторс Мороз
Викторс Мороз (на латвийски Viktors Morozs) е латвийски футболист, полузащитник. Роден е на 30 юли 1980 г. в Вангажи, Латвия. Започва кариерата си в латвийския отбор ФК Валмиера. Дебютира в националния отбор на своята страна на 6 юли 2002 г. срещу Азербайджан. Участва на европейското първенсто по футбол през 2004 г. в Португалия. От 3 август 2008 г. е играч на ЦСКА София. Дебютира за ЦСКА в 9-ия кръг на А ПФГ на 19 октомври 2008 г. в срещата с Ботев (Пловдив) в Пловдив като отбелязва и първия си гол при победата на ЦСКА с 2-0.